# 布倫瑞克-呂訥堡的卡塔里娜
布倫瑞克-呂訥堡的卡塔里娜（德語：Katharina von Braunschweig-Lüneburg，1395年—1442年12月28日），薩克森選侯夫人，布倫瑞克公爵海因里希一世的女兒。

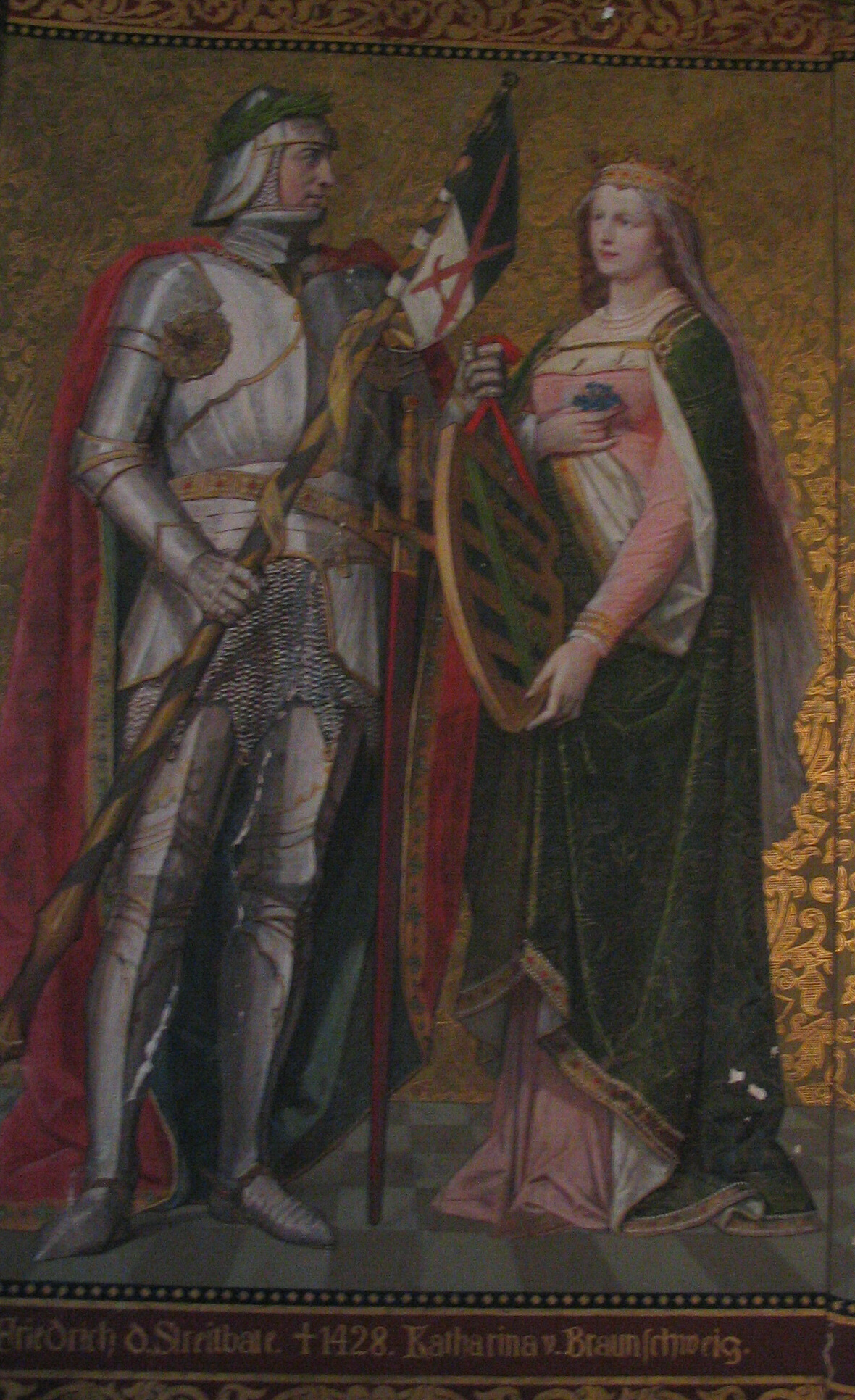
卡塔里娜（右）

## 家庭
1402年，卡塔里娜與薩克森的腓特烈一世結婚，兩人共有4子2女：
1. 腓特烈（1412年—1464年）
2. 西吉斯蒙德（1416年—1471年）
3. 安娜（英语：Anna of Saxony, Landgravine of Hesse）（1420年—1462年）
4. 卡塔里娜（英语：Catherine of Saxony, Electress of Brandenburg）（1421年—1476年）
5. 海因里希（1422年—1435年），早逝
6. 威廉（1425年—1482年）